# ガーゼ

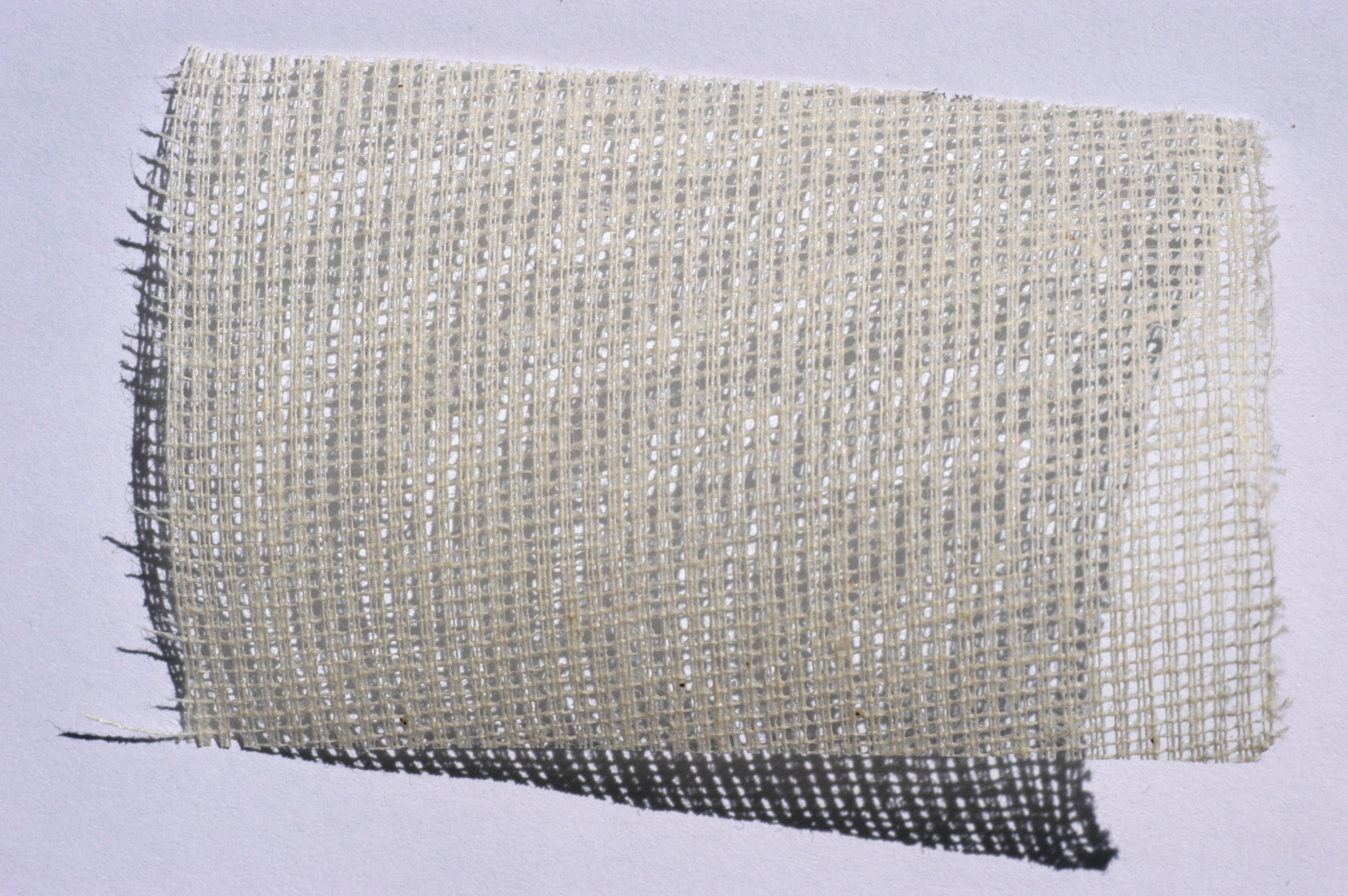
ガーゼ

ガーゼ（ドイツ語: Gaze、英語: gauze）とは、細い木綿糸（コットン）を漂白して目の粗い平織りにした柔かい布。古典的な創傷被覆材。日本では綿紗（）とも呼ばれる。通気性に富み、吸湿性も良いので、汗のほか、手術時に血液を吸収させるのに用いられる。

## 語源
ガーゼという言葉が日本で使われるようになったのは明治時代に、ドイツ語から多く移入された医学用語の一つとしてである。ドイツ語ではゴーズとガーゼ両方の意味がある。元となったゴーズという言葉は、中東のガザから来たという説と、アラビア語の「qhazzah」またはペルシア語「qazz」から来たという説がある。この「qhazzah」「qazz」とも絹織物を指していたが、この絹織物は粗製の織物で、ヨーロッパに伝わった時に粗製織物全般を指す言葉になったとされている。

## 用途
精錬、漂白された粗布は衛生材料の保護ガーゼ（精製綿紗）にしばしば用いられ、消毒液を浸し創傷患部につけたり、肌着に用いたりする。
ワセリンに浸した製品はワセリンガーゼと呼ばれる。
ガーゼは古典的な創傷被覆材であり、傷口にくっつき剥がす時に痛み、また湿潤環境をつくることができない。そのため、ハイドロコロイドなど新しい創傷被覆材が登場した。
第14改正日本薬局方までは「ガーゼ」・「滅菌ガーゼ」の名称で収載されていた（そのため「日局ガーゼ」「日局滅菌ガーゼ」は薬事法上の医薬品であった）が、それ以降の改正で項目が削除されている。
手術時においては滅菌ガーゼが大量に使用される。吸水性を生かして血液を吸収するのに用いるほか、鉤で 組織を牽引する時に、組織が損傷しないように鉤と組織の間にガーゼを挟む用途もある。手術後に確実に回収するよう使った枚数を取り出したか計数（「ガーゼカウント」と呼ばれる）したり、X線撮影で確認したりすることが推奨されているが、実態として、体内に放置されたガーゼによる健康被害や死亡例も起きている。
ガーゼは、その他にタオルケット、ハンカチ、赤ちゃんの産衣、管楽器の結露を抜く際などにも用いられる。